# 巡邏 (軍事)

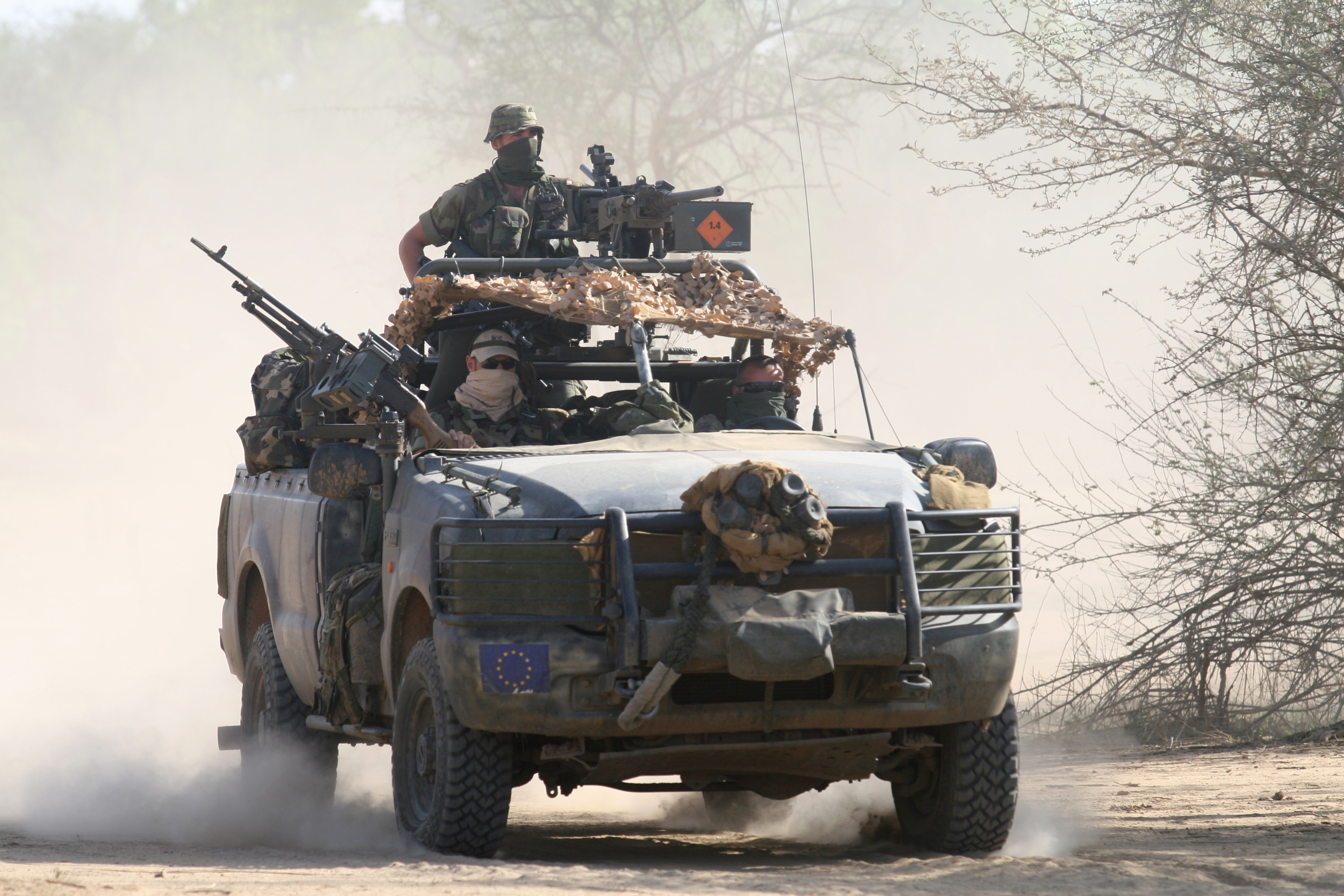
2008年，愛爾蘭陸軍遊騎兵聯隊在查德進行武裝巡邏。

巡邏是一種軍事戰術，主要應用於步兵、騎兵、裝甲兵等地面戰鬥部隊，也可以應用在軍機或軍艦上。巡邏的目的主要有三項：獲取最新和準確的情報、控制我軍部隊與敵軍部隊之間的地帶、摧毀和擾亂敵軍。巡邏的持續時間從幾個小時到數週不等，具體取決於目標的性質和執行單位的類型。

## 類型

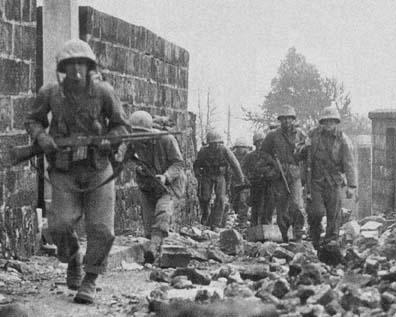
1945年，美國海軍陸戰隊第6師的巡邏隊在沖繩掃蕩殘餘的日軍。

### 戰鬥巡邏
戰鬥巡邏（英語：combat patrol），又稱戰鬥斥候，是指派出具有足夠規模的部隊在特定區域突襲或伏擊敵軍，與進攻不同，戰鬥巡邏不會佔領據點或陣地，而是以摧毀、擾亂和俘虜敵軍為目的。

### 掃蕩巡邏
掃蕩巡邏（英語：clearing patrol），是指在新佔領的陣地或防區周遭進行的短暫巡邏，打擊殘餘的敵軍，以確保附近區域的安全。

### 例行巡邏
例行巡邏（英語：standing patrol），又稱定點巡邏、常態巡邏，是一種靜態巡邏，通常是安靜地移動到指定地點並儘量保持隱蔽，為該區域提供預警和保護，主要應用於靜寂區、地雷區或火力死角。

### 偵察巡邏
偵察巡邏（英語：reconnaissance patrol），通常是由小型團體執行，主要任務是在特定區域收集情報。

### 屏衛巡邏
屏衛巡邏（英語：screening patrol），這種戰術通常被在沙漠作戰的裝甲部隊所採用，也可以用在城鎮作戰的地面部隊，主要由數個監視哨組成一道「屏障」，達成巡邏一個大型區域的效果。

## 巡邏隊
在軍事戰術中，巡邏隊是軍事組織透過陸上、海上或空中派出的小型戰術編隊，半獨立行動，任務是沿著已知路線進行戰鬥或偵察，甚至是兩者的結合，任務完成後返回主體。